# U.S. National Championships 1908
Gli U.S. National Championships 1908 (conosciuti oggi come US Open) sono stati la 28ª edizione degli U.S. National Championships e quarta prova stagionale dello Slam per il 1908. I tornei maschili si sono disputati al Newport Casino di Newport, quelli femminili e il doppio misto al Philadelphia Cricket Club di Filadelfia, negli Stati Uniti.
Il singolare maschile è stato vinto dallo statunitense William Larned, che si è imposto sul connazionale Beals Wright col punteggio di 6–1, 6–2, 8–6. Il singolare femminile è stato vinto dalla statunitense Maud Barger-Wallach, che ha battuto in finale in tre set la connazionale Evelyn Sears. Nel doppio maschile si sono imposti Fred Alexander e Harold Hackett. Nel doppio femminile hanno trionfato Evelyn Sears e Margaret Curtis. Nel doppio misto la vittoria è andata a Edith Rotch, in coppia con Nathaniel Niles.

## Seniors

### Singolare maschile
William Larned ha battuto in finale  Beals Wright con il punteggio di 6–1, 6–2, 8–6.

### Singolare femminile
Maud Barger-Wallach ha battuto in finale  Evelyn Sears con il punteggio di 6–3, 1–6, 6–3.

### Doppio maschile
Fred Alexander /  Harold Hackett hanno battuto in finale  Raymond Little /  Beals Wright con il punteggio di 6–1, 7–5, 6–2.

### Doppio femminile
Evelyn Sears /  Margaret Curtis hanno battuto in finale  Carrie Neely /  Marion Steever con il punteggio di 6–3, 5–7, 9–.7

### Doppio misto
Edith Rotch /  Nathaniel Niles hanno battuto in finale  Louise Hammond /  Ray Little con il punteggio di 6–4, 4–6, 6–4.